# Clément Pansaers

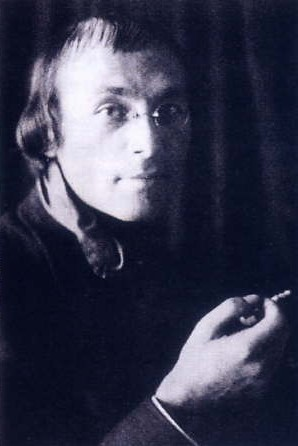
Clément Pansaers (um 1920)

Clément Pansaers (* 1. Mai 1885 in Neerwinden; † 31. Oktober 1922 in Brüssel) war ein belgischer Dichter, Schriftsteller und Herausgeber französischer Sprache.

## Leben und Werk
Clément Pansaers verließ das Priesterseminar, in das er seiner Mutter zuliebe eingetreten war, und wurde Bibliothekar mit Spezialisierung in der Ägyptologie. 1912 veröffentlichte er unter dem Pseudonym Julius Krekel in flämischer Sprache das futuristische Theaterstück Een mysterieuse schaduw. Dann wandte er sich Wallonien und dem Französischen zu. Er wurde Sekretär des seit 1912 in Brüssel lebenden Carl Sternheim, bei dem er den Expressionismus und Carl Einstein kennen lernte. Von 1917 bis 1918 gab er 6 Nummern der von ihm gegründeten Zeitschrift Résurrection. Cahiers mensuels littéraires illustrés (Vollständige Ausgabe in 1 Band, Éditions Jacques Antoine, Brüssel 1973, mit Vorwort von Marc Dachy, 1952–2015) heraus, zu der Franz Werfel, Ernst Stadler, Herwarth Walden, Frank Wedekind und Carl Einstein sowie Charles Vildrac, Pierre Jean Jouve, Pierre Benoit und Michel de Ghelderode Beiträge lieferten, in der er aber in erster Linie eigene Schriften publizierte (Méditation de carême, Novénaire de l’attente, Autour de la littérature jeune-allemande, Brève incursion dans le Blockhaus de l’artiste). Nach Kriegsende lernte Pansaers durch Carl Einstein den Dadaismus kennen und schloss sich ihm an. Im April 1921 ging er nach Paris. 1922 starb er im Alter von 37 Jahren am Hodgkin-Lymphom.

## Werke (Auswahl)

### Französisch
- Les saltimbanques. Comédie du polyèdre pour marionnettes vivantes. 1918. Chemins & ruines, Brüssel 2009.
- Le pan-pan au cul du nu nègre. Éditions Alde, Brüssel 1920. Devillez, Brüssel 2002 (Vorwort von Benjamin Hennot). Allia, Paris 2005.
- L'Apologie de la paresse. Ça ira, Antwerpen 1921. Allia, Paris 1996, 5. Auflage 2018.
- Bar Nicanor. Minerva, Brüssel 1921. Devillez, Brüssel 2002. Allia, Paris 2005.
- Bar Nicanor et autres textes dadas. Hrsg. Marc Dachy. Gérard Lebovici, Paris 1986.
- Novénaire de l'attente. Éd. du Chemin de fer, Nolay 2012.

### Deutsche Übersetzung
- Vive Dada! Ausgewählte Schriften. Tiamat, Berlin 1989. (übersetzt von Holger Fock)